# Limmat
Limmat, cirka 140 kilometer lång biflod till Aare som rinner från flera glaciärer vid Tödi under namnet Linth i kantonen Glarus, flyter delvis i den 6 kilometer långa Escherkanalen till Walenssee, vidare till Zürichsjön, delvis i Linthkanalen (16,5 kilometer). Floden är totalt omkring 140 kilometer lång.
På grund av att det vatten som flyter genom Zürich är ytvatten från sjön når de nordliga delarna behagliga badtemperaturer under sommaren.